# Fabrizio del Carretto
Fabrizio del Carretto (Genua, 1455 - Rhodos (stad), 10 januari 1521) was vanaf 1513 tot aan zijn dood de 43ste grootmeester van de Orde van Sint-Jan van Jeruzalem. Hij volgde in 1512 Guy de Blanchefort. Hij werd zelf in 1521 opgevolgd door Philippe Villiers de l'Isle Adam.